# Gerardus Winterstein
Gerardus Winterstein (* 13. September 1740 in Kissingen, Unterfranken; † 24. November 1805 in Würzburg) war ein deutscher Benediktiner-Abt.

## Leben
Johann Michael Winterstein war 49. und letzter Abt des Benediktiner-Klosters St. Stephan in Würzburg. Am 20. August 1763 trat er unter dem Namen Gerhard (Gerardus) in den Benediktinerorden ein und erhielt am 4. April 1767 seine Priesterweihe. Zwanzig Jahre später wurde er am 27. März 1787 zum Abt gewählt. Durch die Neugestaltung der Abteikirche im klassizistischen Stil um 1792 setzte er sich ein Denkmal, die am 16. März 1945 verbrannte Innenausstattung schuf sein Bruder Johann Georg W. Die Kirche wurde 1. protestantische Kirche von Würzburg, nachdem im Zuge der Säkularisationdas Kloster 1803 aufgelöst worden war.
Winterstein starb am 24. November 1805 morgens um 05:00 Uhr an „Schleimschlag“ (bronchialer Sekretstau, auch: mucoid impaction; siehe: Allergische bronchopulmonale Aspergillose). Der Trauergottesdienst wurde im Stift Haug gehalten. Bestattet wurde er auf dem (aufgehobenen) Friedhof beim Ehehaltenhaus.